# Estación de Castelo de Vide
La Estación Ferroviaria de Castelo de Vide, también conocida como Estación de Castelo de Vide, es una estación de ferrocarriles del Ramal de Cáceres, que sirve al ayuntamiento de Castelo de Vide, en el Distrito de Portalegre, en Portugal.

## Descripción

### Localización
Esta plataforma se encuentra junto a la localidad de Castelo de Vide.

### Vías de circulación y plataformas
En enero de 2011, presentaba dos vías de circulación, ambas con 215 metros de longitud, y una plataforma, con 95 metros de extensión, y 40 centímetros de altura.

## Historia

### Inauguración y expansión
La construcción del Ramal de Cáceres se inició el 15 de julio de 1878, por la Compañía Real de los Caminhos de Ferro Portugueses; la apertura al servicio se produjo el 15 de octubre del año siguiente, pero la inauguración oficial solo fue realizada el 6 de junio de 1880.

### sigloXXI
El 1 de febrero de 2011, la empresa Comboios de Portugal suprimió todos los convoyes Regionales en el Ramal de Cáceres, quedando esta estación sin ningún servicio.